# Эрифила
Эрифила (др.-греч. Ἐριφύλη) — персонаж древнегреческой мифологии. Жена Амфиарая. Мать Алкмеона. Получила в подарок от Полиника ожерелье и заставила своего мужа отправиться в поход против Фив. От Ферсандра получила в подарок пеплос и убедила отправиться в поход Эпигонов своих сыновей. Сын убил ее из мести за отца.
Памятник в Аргосе. Упомянута в «Одиссее» и «Энеиде» при описании Аида. Изображена в Аиде на картине Полигнота в Дельфах, держит кончиками пальцев у шеи хитон.
Действующее лицо киклической поэмы «Алкмеонида», поэмы Стесихора «Эрифила», трагедий Софокла «Эрифила» (фр.201 Радт), «Амфиарай» и «Эпигоны», трагедий Никомаха, неизвестного автора и Акция «Эрифила».
В честь Эрифилы назван астероид (462) Эрифила, открытый в 1900 году.